# Мацкевич, Владимир Михайлович (футболист)
Владимир Михайлович Мацкевич (26 февраля 1924) — советский футболист, полузащитник, футбольный тренер, судья. Мастер спорта СССР, заслуженный тренер БССР.

## Биография
В качестве футболиста выступал в соревнованиях мастеров за минское «Динамо». Дебютировал в составе клуба в матчах класса «А» только в 25-летнем возрасте, в сезоне 1949 года, и за три года (1949, 1950, 1952) провёл в высшей лиге 50 игр. В 1951 году со своим клубом стал вторым призёром класса «Б», а в 1953 году — победителем этого турнира, сыграв за два сезона 31 матчей и забив один гол. В 1954 году был в заявке минского клуба, переименованного в «Спартак», но больше ни одного матча не сыграл и завершил карьеру.
В 1957—1959 годах работал тренером в минской Футбольной школе молодёжи. В начале 1960 года назначен главным тренером вновь создаваемой команды мастеров «Химик» (Могилёв), провёл предсезонную подготовку, но ещё до старта чемпионата в марте 1960 года покинул клуб. Затем снова работал в минской ФШМ, в 1964—1984 годах был директором школы.
Одновременно работал судьёй на матчах команд мастеров. В высшей лиге был только судьёй на линии, в 1958—1972 годах обслужил 41 игру высшей лиги. В матчах низших дивизионов иногда выполнял функции главного судьи. 21 января 1964 года ему присвоена всесоюзная категория.